# Dolichopoda
Dolichopoda is een geslacht van rechtvleugeligen uit de familie grottensprinkhanen (Rhaphidophoridae). De wetenschappelijke naam van dit geslacht is voor het eerst geldig gepubliceerd in 1880 door Bolívar.

## Soorten
Het geslacht Dolichopoda omvat de volgende soorten:
- Dolichopoda aegilion Baccetti, 1977
- Dolichopoda baccettii Capra, 1957
- Dolichopoda bormansi Brunner von Wattenwyl, 1882
- Dolichopoda cyrnensis Chopard, 1950
- Dolichopoda lustriae Rampini & di Russo, 2008
- Dolichopoda muceddai Rampini & di Russo, 2005
- Dolichopoda remyi Chopard, 1934
- Dolichopoda schiavazzii Capra, 1934
- Dolichopoda annae Boudou-Saltet, 1973
- Dolichopoda aranea Bolívar, 1899
- Dolichopoda araneiformis Burmeister, 1838
- Dolichopoda azami Saulcy, 1893
- Dolichopoda bolivari Chopard, 1916
- Dolichopoda calabra Galvagni, 1968
- Dolichopoda calidnae Rampini & di Russo, 2012
- Dolichopoda capreensis Capra, 1968
- Dolichopoda chopardi Baccetti, 1966
- Dolichopoda dalensi Boudou-Saltet, 1972
- Dolichopoda euxina Semenov, 1901
- Dolichopoda gasparoi Rampini & di Russo, 2008
- Dolichopoda geniculata Costa, 1860
- Dolichopoda giachinoi Rampini & di Russo, 2008
- Dolichopoda giulianae Rampini & di Russo, 2012
- Dolichopoda graeca Chopard, 1964
- Dolichopoda hussoni Chopard, 1934
- Dolichopoda ithakii Rampini & di Russo, 2008
- Dolichopoda kalithea di Russo & Rampini, 2012
- Dolichopoda kiriakii Rampini & di Russo, 2008
- Dolichopoda laetitiae Minozzi, 1920
- Dolichopoda ligustica Baccetti & Capra, 1959
- Dolichopoda linderii Dufour, 1861
- Dolichopoda lycia Galvagni, 2006
- Dolichopoda matsakisi Boudou-Saltet, 1972
- Dolichopoda naxia Boudou-Saltet, 1973
- Dolichopoda noctivaga di Russo & Rampini, 2007
- Dolichopoda palpata Sulzer, 1776
- Dolichopoda paraskevi Boudou-Saltet, 1973
- Dolichopoda patrizii Chopard, 1964
- Dolichopoda pavesii Galvagni, 2002
- Dolichopoda pusilla Bolívar, 1899
- Dolichopoda sbordonii di Russo & Rampini, 2006
- Dolichopoda steriotisi Boudou-Saltet, 1973
- Dolichopoda sutini Rampini & Taylan, 2012
- Dolichopoda thasosensis Chopard, 1964
- Dolichopoda unicolor Chopard, 1964
- Dolichopoda cassagnaui Boudou-Saltet, 1971
- Dolichopoda insignis Chopard, 1955
- Dolichopoda makrykapa Boudou-Saltet, 1980
- Dolichopoda ochtoniai Boudou-Saltet, 1983
- Dolichopoda petrochilosi Chopard, 1954
- Dolichopoda saraolakosi Boudou-Saltet, 1983
- Dolichopoda vandeli Boudou-Saltet, 1970